# Соба лептира
Соба лептира (енгл. The Butterfly Room) је италијанско-амерички хорор филм из 2012. године, редитеља Џонатана Зарантонела са Барбаром Стил, Хедер Лангенкамп, Ериком Лирсен, Рејом Вајзом, Камиј Китон, Ејдријан Кинг и Пи Џеј Соулс у главним улогама. Филм је Денис де Ружмон наградом на Филмском фестивалу у Нешателу. Радња прати старију жену опседнуту лептирима, која пати од биполарног поремећаја.
Филм је сниман у Лос Анђелесу. Добио је помешане и претежно позитивне критике. Ким Њуман, критичар британског часописа Screen International, упутио је негативне критике због кемп стила у коме је филм рађен, али је похвалио глумачки перформанс Лангенкамп и Путнам. Стејси Лејн Вилсон са сајта Dread Central похвалила је атмосферу и аутентичност.

## Радња
Тајанствена старија жена по имену Ен, која пати од биполарног поремећаја, опседнута је лептирима. Када је њена млађа комшиница Клаудија замоли да јој причува ћерку док је она на продуженом викенду са новим дечком, Ен то радо прихвата. Док Ен развија чудан однос са Клаудијином ћерком, кроз флешбек сцене се открива њена насилна страна, коју је показала према претходној девојчици коју је чувала, као и према својој ћерки Дороти.

## Улоге
| Глумац           | Улога    |
| ---------------- | -------- |
| Барбара Стил     | Ен       |
| Хедер Лангенкамп | Дороти   |
| Ерика Лирсен     | Клаудија |
| Реј Вајз         | Ник      |
| Камиј Китон      | Олга     |
| Ејдријан Кинг    | Рејчел   |
| Пи Џеј Соулс     | Лорин    |
| Елери Спрејбери  | Џули     |
| Џулија Путнам    | Алис     |
| Елеа Оберон      | Моника   |
| Џејмс Карен      | продавац |
| Џо Данте         | таксиста |

Свако од главних глумаца је од раније познат по својим улогама у хорор филмовима.
Барбара Стил се прославила током 1960-их, главним улогама у филмовима Црна недеља (1960), Јама и клатно (1961), Дуга коса смрти (1964) и Љубавници из загробног живота (1965). Нешто касније појавила се у Дрхтајима (1975) Дејвида Кроненберга и Пирани (1978) Џоа Дантеа. Овим филмом се вратила глуми након пуних 20 година.
Хедер Лангенкамп је публици најпознатија као Ненси Томпсон, финална девојка из филмова Страва у Улици брестова (1984), Страва у Улици брестова 3: Ратници снова (1987) и Страва у Улици брестова 7: Нови и последњи кошмар (1994), редитеља Веса Крејвена. О слави коју јој је донела ова улога, Лангенкамп је снимила документарац под називом Ја сам Ненси (2011). Сарадњу са Крејвеном поновила је и у његовом филму Шокер (1989). Такође, Лангенкамп је имала епизодну улогу у популарној ТВ серији Америчка хорор прича, а заједно са својим супругом радила је на специјалним ефектима за филмове Зора живих мртваца (2004) и Колиба у шуми (2012).
Ерика Лирсен се прво појавила у наставку филма Пројекат вештице из Блера, који носи наслов Књига сенки (2000). Након тога, имала је споредну улогу у филму Тексашки масакр моторном тестером 5 (2003), да би коначно у филму Погрешно скретање 2: Крај пута (2007) добила улогу финалне девојке. Реј Вајз се прво прославио насловном улогом у филму Чудовиште из мочваре (1982), редитеља Веса Крејвена. Исте године, имао је мању улогу у филму Људи мачке. Тумачио је једну од главних улога у наставку Страшног страшила из 2003. и америчком римејку јапанског хорора Пропуштен позив (2008).
Камиј Китон је постала позната по улози Џенифер Хилс, главне протагонисткиње контроверзног хорора Пљунем ти на гроб (1978), као и два његова наставка. Ејдријан Кинг је тумачила лик Алис Харди у филмовима Петак тринаести (1980) и Петак тринаести 2 (1981), док је Пи Џеј Соулс тумачила споредне улоге у филмовима Кери (1976) и Ноћ вештица (1978). Џејмс Карен је такође познат хорор публици. Тумачио је главну улогу у комичним хорорима Повратак живих мртваца (1985) и Повратак живих мртваца 2 (1988), као и споредну у Полтергајсту (1982). Џо Данте је режирао бројне хорор филмове, међу којима су: Пирана (1978), Урликање (1981), Зона сумрака (1983) и Гремлини (1984)